# George Davis Snell
George Davis Snell (Bradford (Massachusetts), 19 december 1903 – Bar Harbor (Maine), 6 juni 1996) was een Amerikaans geneticus en immunoloog. Hij won in 1980 samen met Baruj Benacerraf en Jean Dausset de Nobelprijs voor de Fysiologie of Geneeskunde voor hun ontdekking van de major histocompatibility complex-genen.

## Biografie
George Snell werd geboren als de jongste van drie kinderen van Cullen Snell en Kathleen Davis. Zijn vader was een secretaris bij de lokale YMCA en ontwikkelde en bouwde diverse uitvindingen waaronder een mechanisme om bootmotoren te starten. Op zijn vijfde verhuisde de familie naar Brookline. Snell studeerde aan het Dartmouth College in Hanover, waar hij zich bezighield met wiskunde en scheikunde. Hij behaalde in 1926 zijn bachelordiploma.
Op aanbeveling van John Gerould, zijn leraar genetica aan Dartmouth, ging Snell voor zijn afstudeerwerk naar de Harvard-universiteit. Hier werkte hij samen met William E. Castle, de eerste Amerikaanse bioloog die onderzoek deed naar wetten van Mendel bij zoogdieren. In 1930 haalde Snell aan Harvard zijn Ph.D. met een proefschrift over genetische koppeling in muizen. Hierna doceerde hij tijdelijk aan de Brown-universiteit.
Snell bracht twee jaar door als een postdoc aan de Universiteit van Texas, samen met Hermann Joseph Muller. Samen onderzochten ze de genetische effecten van röntgenstraling bij muizen. Deze ervaring maakte dat Snell besloot zich meer bezig te gaan houden met onderzoek bij muizen. In 1935 kwam hij te werken bij het Jackson Lab in Bar Harbor, gelegen op een eiland voor de kust van Maine. Hier bleef hij gedurende vrijwel zijn hele carrière. Hij ontmoette hier ook Rhoda Carson, met wie hij trouwde. Samen kregen ze drie zonen: Thomas, Roy, en Peter.
Na zijn pensionering besteedde hij zijn tijd aan het schrijven over wetenschap, filosofie en ethiek. In 1988 schreef hij het boek Search for a Rational Ethic, over de natuurlijke, op evolutie gebaseerde ethiek. Snell stierf op 6 juni 1996.

## Ontdekking MHC
Na zijn werk met röntgenstraling en muizen besloot hij zich in te laten met een nieuwe studie, namelijk transplantatie. Eerder onderzoek had aangetoond dat bepaalde genen verantwoordelijk waren of een lichaam een transplantaat accepteert of afstoot. De exacte genen verantwoordelijk hiervoor waren nog niet geïdentificeerd.
Bij de dit onderzoek werkte hij nauw samen met Peter Alfred Gorer, een Britse immunoloog die in 1948 vanuit Londen naar het Jackson Laboratorium was gekomen en daar had ontdekt dat bepaalde muizen drager waren van een bepaald type antigen. Verder onderzoek van Snell en Gorer toonde aan dat dit antigen een rol speelde ontrent weefselacceptatie. Ze noemden hun ontdekking "H-2", voor "Histocompatibility Two" (een begrip bedacht door Snell om te beschrijven of een transplantaat geaccepteerd of afgestoten wordt).
Later onderzoek onthulde dat in plaats van een enkele gen een aantal nauw aan elkaar gerelateerde genen voor histocompatibiliteit verantwoordelijk zijn. Resultaat was dat de term "Major Histocompatibility Complex" (MHC) door Snell werd geïntroduceerd. De ontdekking van MHC en het daaropvolgend onderzoek in de jaren vijftig maakte verstrekkende orgaantransplantaties mogelijk omdat donor en ontvanger vooraf op "comptabiliteit" getest konden worden.

## Erkenning
Snell werd in 1952 gekozen tot de American Academy of Arts and Sciences (AAAS) en de National Academy of Science in 1970. Daarnaast was hij lid van diverse buitenlandse genootschappen, waaronder de Frans Academie van Wetenschappen en de British Transplantation Society. Snell won een aantal onderscheidingen gedurende de jaren zestig en zeventig, zoals de Hectoen Silver Medal van de American Medical Association, de Gregor Mendal Award voor genetisch onderzoek en een carrière-onderscheiding van het National Cancer Instituut.
Het hoogtepunt werd bereikt met de Nobelprijs in 1980 voor zijn werk over histocompatibiliteit. Hij deelde de prijs met twee andere immunogenetici, Jean Dausset en Baruj Benacerraf. Volgens Snell was er nog een vierde laureaat, zijn collega Peter Gorer, die reeds in 1962 was overleden en dus niet meer in staat was om de prijs in ontvangst te nemen.
1901: Behring · 
1902: Ross · 
1903: Finsen · 
1904: Pavlov · 
1905: Koch · 
1906: Golgi, Ramón y Cajal · 
1907: Laveran · 
1908: Mechnikov, Ehrlich · 
1909: Kocher · 
1910: Kossel · 
1911: Gullstrand · 
1912: Carrel · 
1913: Richet ·
1914: Bárány · 
1919: Bordet · 
1920: Krogh · 
1922: Hill, Meyerhof · 
1923: Banting, Macleod · 
1924: Einthoven ·
1926: Fibiger · 
1927: Wagner-Jauregg · 
1928: Nicolle · 
1929: Eijkman, Hopkins · 
1930: Landsteiner · 
1931: Warburg · 
1932: Sherrington, Adrian · 
1933: Morgan · 
1934: Whipple, Minot, Murphy · 
1935: Spemann · 
1936: Dale, Loewi · 
1937: Szent-Györgyi · 
1938: Heymans · 
1939: Domagk · 
1943: Dam, Doisy · 
1944: Erlanger, Gasser · 
1945: Fleming, Chain, Florey · 
1946: Muller · 
1947: C. Cori, G. Cori, Houssay · 
1948: Müller · 
1949: Hess, Moniz · 
1950: Kendall, Reichstein, Hench · 
1951: Theiler · 
1952: Waksman · 
1953: Krebs,Lipmann ·
1954: Enders, Weller, Robbins · 
1955: Theorell · 
1956: Cournand, Forssmann, Richards · 
1957: Bovet · 
1958: Beadle, Tatum, Lederberg · 
1959: Ochoa, Kornberg · 
1960: Burnet, Medawar · 
1961: Békésy · 
1962: Crick, Watson, Wilkins · 
1963: Eccles, Hodgkin, Huxley · 
1964: Bloch, Lynen · 
1965: Jacob, Lwoff, Monod · 
1966: Rous, Huggins · 
1967: Granit, Hartline, Wald · 
1968: Holley, Khorana, Nirenberg · 
1969: Delbrück, Hershey, Luria · 
1970: Katz, Euler, Axelrod · 
1971: Sutherland · 
1972: Edelman, Porter · 
1973: Frisch, Lorenz, Tinbergen · 
1974: Claude, De Duve, Palade · 
1975: Baltimore, Dulbecco, Temin ·
1976: Blumberg, Gajdusek · 
1977: Guillemin, Schally, Yalow · 
1978: Arber, Nathans, Smith · 
1979: Cormack, Hounsfield · 
1980: Benacerraf, Dausset, Snell · 
1981: Sperry, Hubel, Wiesel · 
1982: Bergström, Samuelsson, Vane · 
1983: McClintock · 
1984: Jerne, Köhler, Milstein · 
1985: Brown, Goldstein · 
1986: Cohen, Levi-Montalcini · 
1987: Tonegawa · 
1988: Black, Elion, Hitchings · 
1989: Bishop, Varmus · 
1990: Murray, Thomas · 
1991: Neher, Sakmann · 
1992: Fischer, Krebs · 
1993: Roberts, Sharp · 
1994: Gilman, Rodbell · 
1995: Lewis, Nüsslein-Volhard, Wieschaus · 
1996: Doherty, Zinkernagel · 
1997: Prusiner · 
1998: Furchgott, Ignarro, Murad · 
1999: Blobel · 
2000: Carlsson, Greengard, Kandel ·
2001: Hartwell, Hunt, Nurse · 
2002: Brenner, Horvitz, Sulston · 
2003: Lauterbur, Mansfield · 
2004: Axel, Buck · 
2005: Marshall, Warren ·
2006: Fire, Mello ·
2007: Capecchi, Smithies, Evans ·
2008: Zur Hausen, Barré–Sinoussi, Montagnier ·
2009: Blackburn, Greider, Szostak ·
2010: Edwards ·
2011: Beutler, Hoffmann, Steinman ·
2012: Gurdon, Yamanaka ·
2013: Rothman, Schekman, Südhof ·
2014: O'Keefe, Moser, Moser ·
2015: Campbell, Omura, Tu ·
2016: Osumi ·
2017: Hall, Rosbash, Young ·
2018: Allison, Honjo ·
2019: Kaelin, Ratcliffe, Semenza ·
2020: Alter, Houghton, Rice ·
2021: Julius, Patapoutian ·
2022: Pääbo ·
2023: Karikó, Weissman ·
2024: Ambros, Ruvkun